# Arondismentul Nice
Arondismentul Nice (în franceză Arrondissement de Nice) este un arondisment din departamentul Alpes-Maritimes, regiunea Provence-Alpes-Côte d'Azur, Franța.

## Subdiviziuni

### Cantoane
- Cantonul Beausoleil
- Cantonul Breil-sur-Roya
- Cantonul Contes
- Cantonul L'Escarène
- Cantonul Guillaumes
- Cantonul Lantosque
- Cantonul Levens
- Cantonul Menton-Est
- Cantonul Menton-Ouest
- Cantonul Nice 1er
- Cantonul Nice 2e
- Cantonul Nice 3e
- Cantonul Nice 4e
- Cantonul Nice 5e
- Cantonul Nice 6e
- Cantonul Nice 7e
- Cantonul Nice 8e
- Cantonul Nice 9e
- Cantonul Nice 10e
- Cantonul Nice 11e
- Cantonul Nice 12e
- Cantonul Nice 13e
- Cantonul Nice 14e
- Cantonul Puget-Théniers
- Cantonul Roquebillière
- Cantonul Roquesteron
- Cantonul Saint-Étienne-de-Tinée
- Cantonul Saint-Martin-Vésubie
- Cantonul Saint-Sauveur-sur-Tinée
- Cantonul Sospel
- Cantonul Tende
- Cantonul Villars-sur-Var
- Cantonul Villefranche-sur-Mer

### Comune
| 1. Ascros (06005)                    | 2. Aspremont (06006)                | 3. Auvare (06008)                    | 4. Bairols (06009)                  |
| 5. Beaulieu-sur-Mer (06011)          | 6. Beausoleil (06012)               | 7. Belvédère (06013)                 | 8. Bendejun (06014)                 |
| 9. Berre-les-Alpes (06015)           | 10. Beuil (06016)                   | 11. Blausasc (06019)                 | 12. La Bollène-Vésubie (06020)      |
| 13. Bonson (06021)                   | 14. Breil-sur-Roya (06023)          | 15. La Brigue (06162)                | 16. Cantaron (06031)                |
| 17. Cap-d'Ail (06032)                | 18. Castagniers (06034)             | 19. Castellar (06035)                | 20. Castillon (06036)               |
| 21. Châteauneuf-Villevieille (06039) | 22. Châteauneuf-d'Entraunes (06040) | 23. Clans (06042)                    | 24. Coaraze (06043)                 |
| 25. Colomars (06046)                 | 26. Contes (06048)                  | 27. La Croix-sur-Roudoule (06051)    | 28. Cuébris (06052)                 |
| 29. Daluis (06053)                   | 30. Drap (06054)                    | 31. Duranus (06055)                  | 32. Entraunes (06056)               |
| 33. L'Escarène (06057)               | 34. Falicon (06060)                 | 35. Fontan (06062)                   | 36. Gilette (06066)                 |
| 37. Gorbio (06067)                   | 38. Guillaumes (06071)              | 39. Ilonse (06072)                   | 40. Isola (06073)                   |
| 41. Lantosque (06074)                | 42. Levens (06075)                  | 43. Lieuche (06076)                  | 44. Lucéram (06077)                 |
| 45. Malaussène (06078)               | 46. Marie (06080)                   | 47. Massoins (06082)                 | 48. Menton (06083)                  |
| 49. Moulinet (06086)                 | 50. Niza (06088)                    | 51. Peille (06091)                   | 52. Peillon (06092)                 |
| 53. La Penne (06093)                 | 54. Pierlas (06096)                 | 55. Pierrefeu (06097)                | 56. Puget-Rostang (06098)           |
| 57. Puget-Théniers (06099)           | 58. Péone (06094)                   | 59. Revest-les-Roches (06100)        | 60. Rigaud (06101)                  |
| 61. Rimplas (06102)                  | 62. Roquebillière (06103)           | 63. Roquebrune-Cap-Martin (06104)    | 64. Roquesteron (06106)             |
| 65. La Roquette-sur-Var (06109)      | 66. Roubion (06110)                 | 67. Roure (06111)                    | 68. Saint-André-de-la-Roche (06114) |
| 69. Saint-Antonin (06115)            | 70. Saint-Blaise (06117)            | 71. Saint-Dalmas-le-Selvage (06119)  | 72. Saint-Jean-Cap-Ferrat (06121)   |
| 73. Saint-Léger (06124)              | 74. Saint-Martin-Vésubie (06127)    | 75. Saint-Martin-d'Entraunes (06125) | 76. Saint-Martin-du-Var (06126)     |
| 77. Saint-Sauveur-sur-Tinée (06129)  | 78. Saint-Étienne-de-Tinée (06120)  | 79. Sainte-Agnès (06113)             | 80. Saorge (06132)                  |
| 81. Sauze (Alpes Marítimos) (06133)  | 82. Sigale (06135)                  | 83. Sospel (06136)                   | 84. Tende (06163)                   |
| 85. Thiéry (06139)                   | 86. Toudon (06141)                  | 87. La Tour (06144)                  | 88. Tourette-du-Château (06145)     |
| 89. Tournefort (06146)               | 90. Tourrette-Levens (06147)        | 91. Touët-de-l'Escarène (06142)      | 92. Touët-sur-Var (06143)           |
| 93. La Trinité (06149)               | 94. La Turbie (06150)               | 95. Utelle (06151)                   | 96. Valdeblore (06153)              |
| 97. Venanson (06156)                 | 98. Villars-sur-Var (06158)         | 99. Villefranche-sur-Mer (06159)     | 100. Villeneuve-d'Entraunes (06160) |
| 101. Èze (06059)                     |                                     |                                      |                                     |